# よるべん
『よるべん』は、TBS系列で、2012年4月19日から2013年3月28日まで、毎週木曜日の24:55 - 25:25に放送されていたバラエティ番組である。

## 概要
知ったかぶりの人のために、今話題になっている情報を、分かり易く面白く教える番組。
GMOクリック証券の一社提供。そのため、ビジネスに関するテーマが多い。

## 出演者
- 劇団ひとり（司会）
- JOY
- 江波戸邦昌
- 福田萌

その他、イケメンビジネスマンと自称する一般男性が出演。

## ネット局と放送時間
| 放送対象地域   | 放送局            | 系列    | 放送期間                      | 放送日時                 | 遅れ     |
| -------------- | ----------------- | ------- | ----------------------------- | ------------------------ | -------- |
| 関東広域圏     | TBSテレビ（TBS）  | TBS系列 | 2012年4月19日 - 2013年3月28日 | 木曜 24時55分 - 25時25分 | 制作局   |
| 岡山県・香川県 | 山陽放送（RSK）   | TBS系列 | 2012年4月24日 - 2013年4月22日 | 月曜 24時30分 - 25時00分 | 25日遅れ |
| 鹿児島県       | 南日本放送（MBC） | TBS系列 | 2012年6月6日 - 2013年5月1日   | 水曜 24時10分 - 24時40分 | 55日遅れ |
| 長崎県         | 長崎放送（NBC）   | TBS系列 | 2013年1月30日 - 4月10日       | 水曜 24時20分 - 24時50分 | 不明     |
| 広島県         | 中国放送（RCC）   | TBS系列 | 2013年3月4日 -                | 月曜 25時20分 - 25時50分 | 未定     |

### 単発・不定期放送
| 放送対象地域 | 放送局          | 系列    | 放送日時 | 放送回 |
| ------------ | --------------- | ------- | --- | ------ |
| 宮崎県       | 宮崎放送（MRT） | TBS系列 | 2012年10月9日 25:10 - 25:40 | 不明   |
| 宮城県       | 東北放送（TBC） | TBS系列 | 2012年9月4日 - 10月2日 火曜 25時45分 - 26時15分 2012年11月16日 金曜 24時55分 - 25時25分 2013年4月6日 土曜 25時43分 - 26時18分 2013年4月13日 土曜 25時40分 - 26時10分 | 不明   |

## スタッフ
- TM：高松央
- TD：藤田栄治
- カメラ：江浦友樹
- 音声：田村真紀
- VE：高橋康弘
- CG：岩屋朝仁
- 照明：矢作和彦
- 音効：高取謙
- MA：轉石裕治
- Web制作：桑原麻衣子
- システム制作：天谷窓大
- 美術P/デザイナー：三須明子
- 美術制作：杉山弘子
- メイク：鈴木海希子
- 操作：石川大輔
- TK：鈴木裕恵
- マネジメントP：金原将公
- デスク：松崎由美
- リサーチ：斎藤道子
- 技術協力：エクサインターナショナル、オムニバスジャパン
- 企画：都築浩
- 制作協力：タノシナル
- 制作アシスタント：大江紀和、土橋和子
- ディレクター：堀六朗、平野彰子、津坂健一、佐藤正子
- プロデューサー：大松雅和、関原奈津子
- 製作著作：TBS